# 東仙台駅
東仙台駅（ひがしせんだいえき）は、宮城県仙台市宮城野区東仙台一丁目にある、東日本旅客鉄道（JR東日本）東北本線の駅である。
当駅で東北本線と貨物支線（通称：宮城野貨物線）が合流する。また、松島駅から分岐する支線を経由して仙石線へ直通する仙石東北ラインの列車も、東北本線内各駅停車となる快速（緑快速）に限り停車する。

## 歴史

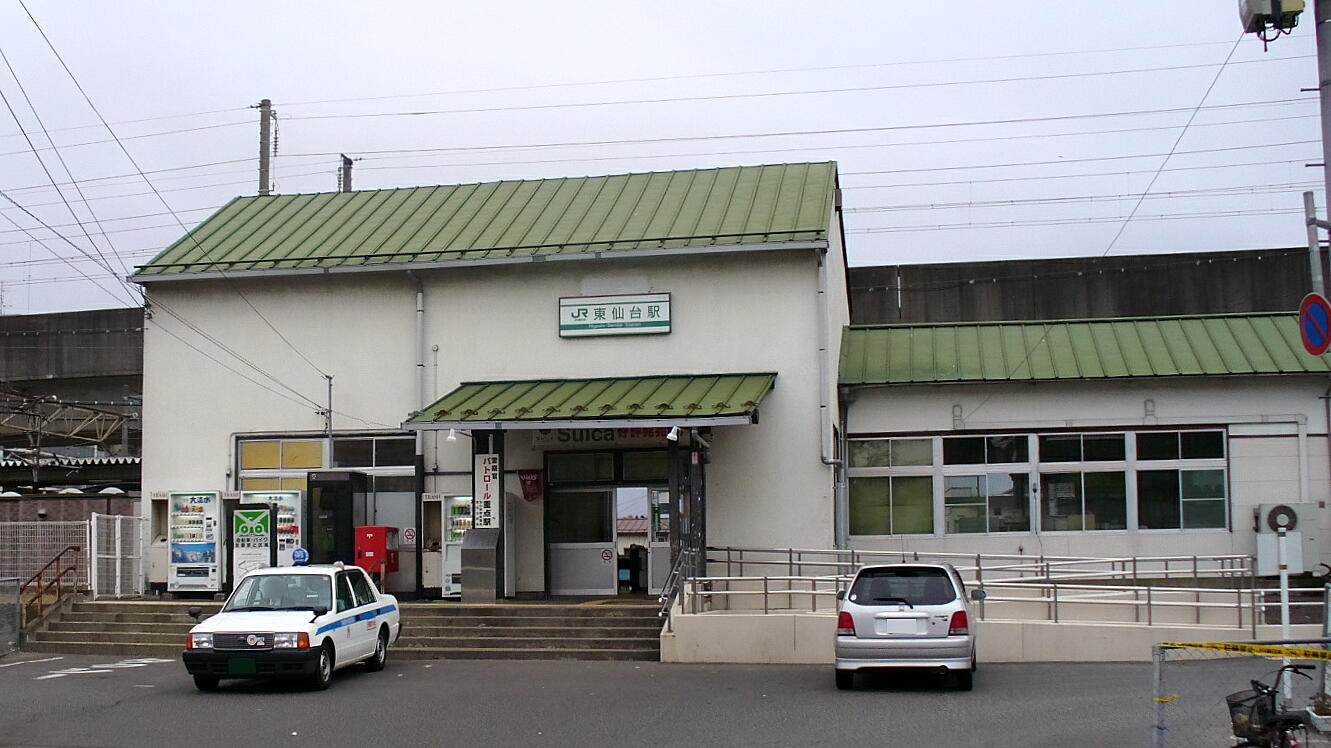
旧駅舎（2010年4月）

東仙台駅は、東北本線の苦竹信号所が1932年（昭和7年）に駅として開業したものである。この場所は、明治、大正時代には宮城郡原町だったが、東仙台駅が開業する4年前の1928年（昭和3年）に原町が仙台市に編入合併されたことで、仙台市内となった。この駅の開業に合わせて駅の周辺では、仙台市で初の事例となる都市計画法に基づく土地区画整理事業が行われて、宅地が造成された。現在は旅客駅である東仙台駅だが、かつては貨物も取り扱う駅だった。
1936年（昭和11年）東仙台駅の隣接地に仙台政府倉庫（国立米穀倉庫）が設置され、東仙台駅からここへ向けて引き込み線が敷設された。仙台政府倉庫の構造は、敷地の中に敷設された線路に対してその両脇に倉庫群が並び立つというもので、貨車が倉庫の入口のすぐ前に到着できるようになっていた。この引き込み線はのちになくなり、仙台政府倉庫も2008年（平成20年）に解体される。東仙台駅の東側にある踏切の名称は今も「倉庫前踏切」であり、かつて存在した倉庫群の名残を留めている。
戦後の復興期において仙台駅の貨客分離が立案され、これに伴って東北本線の長町駅と東仙台駅の間に貨物用の新線と新しい貨物駅である宮城野駅が建設されることになった。この新線は1960年（昭和35年）に開通し、東仙台駅は旅客線と貨物線の分岐駅になった。
2015年（平成27年）、駅舎を新築するために旧来の駅舎が取り壊された。この旧来の駅舎は戦前から使用されてきた築70年以上の歴史を持つ木造建築物で、老朽化が進んでいたという。仙台市内にあるJR東日本の駅舎の中では、数少ない木造駅舎の一つだった。仮設の駅舎の使用を挟んで、鉄骨造りの新しい駅舎は2016年（平成28年）から供用を開始した。

### 年表
- 1909年（明治42年）10月18日：苦竹信号所として開設[1][11]。ホームなどの設備はなかったが、旅客の乗降が可能であった。
- 1932年（昭和7年）7月25日：東仙台駅として開業[1][11]。
- 1941年（昭和16年）3月：駅舎を改築[新聞 1][注 1]。
- 1987年（昭和62年）4月1日：国鉄分割民営化により、JR東日本の駅となる[11]。
- 2003年（平成15年）
  - 3月6日：自動改札機を導入。
  - 10月26日：ICカード「Suica」の利用が可能となる[報道 2]。
- 2008年（平成20年）3月14日：ホームにエレベーターが設置され、供用を開始。
- 2013年（平成25年）4月1日：直営駅（岩切駅所属東仙台駅在勤）から業務委託駅（JR東日本東北総合サービス）となる。
- 2015年（平成27年）
  - 5月30日：同日開業の仙石東北ラインのうち、東北本線内各駅停車タイプの快速（緑快速）の停車駅となる[報道 3]。
  - 9月5日：旧駅舎での営業を終了[新聞 1]。仮設駅舎での営業となる[新聞 1][新聞 2]。
- 2016年（平成28年）2月28日：新駅舎の営業を開始[新聞 2][報道 1]。
- 2021年（令和3年）11月30日：みどりの窓口の営業を終了[12]。
- 2024年（令和6年）10月1日：えきねっとQチケのサービスを開始[2][報道 4]。

## 駅構造
（駅舎側から）単式ホーム1面1線（1番線）と島式ホーム1面2線（2・3番線）、計2面3線のホームを持つ地上駅である。3番線の南側には上り貨物列車の通過線が1線ある。旅客扱いは1・2番線のみで、3番線には転落防止の柵が設けられており、主に下り貨物列車が通過する。互いのホームは跨線橋で連絡している。
仙台駅管理の業務委託駅（JR東日本東北総合サービス委託）である。JRの特定都区市内制度における「仙台市内」の駅である。自動券売機と自動改札機（Suica、えきねっとQチケ対応）が設置されている。
トイレは1番線ホームに設置されている。かつてはプラットホームからトイレに入ることはできなかったが、自動改札化とほぼ同時期にトイレの建替えが行われ、逆にプラットホームに入場せずトイレを利用することができなくなった。
住宅地に囲まれた場所に位置するが、東仙台地区側に駅舎があるだけで、新田地区側から駅舎に入ることはできない。
東仙台信号場・仙台総合鉄道部 - 当駅間は複単線となっており、貨物列車のうち東仙台信号場の着発線を経由する列車は専用の単線を走行する。当駅構内仙台方の上下貨物線間に渡り線があり、3番線から貨物線上りに進入できる配線となっている。定期列車では1日1本のみ、東仙台信号場→東仙台駅3番線→貨物上り線と走行する貨物列車がある。

### のりば
| 番線 | 路線            | 方向 | 行先                   |
| ---- | --------------- | ---- | ---------------------- |
| 1    | ■東北本線       | 下り | 利府・松島・小牛田方面 |
| 1    | ■仙石東北ライン | 下り | 高城町・石巻方面       |
| 2    | ■東北本線       | 上り | 仙台・白石方面         |
| 2    | ■仙石東北ライン | 上り | 仙台方面               |

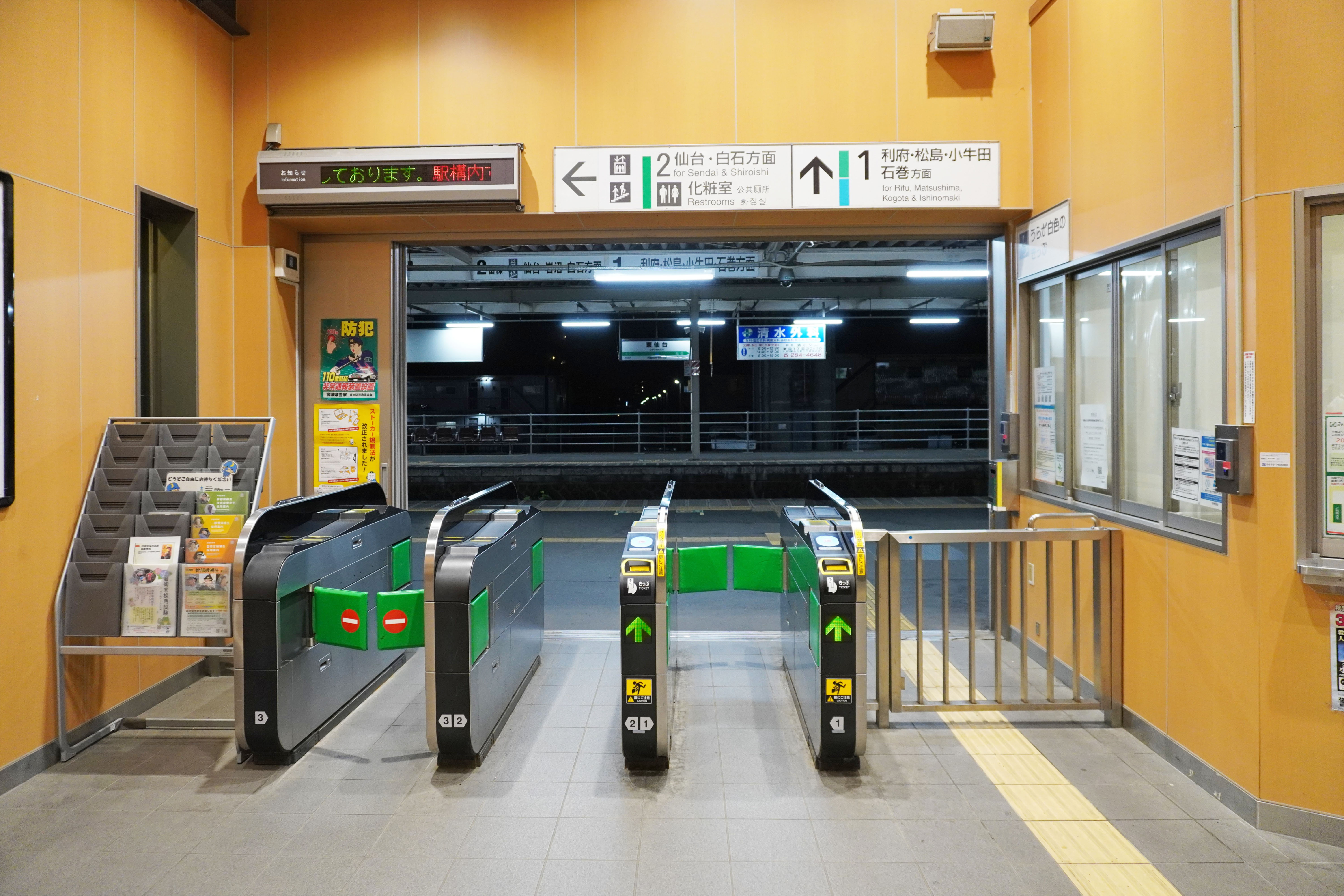
改札口（2023年5月）
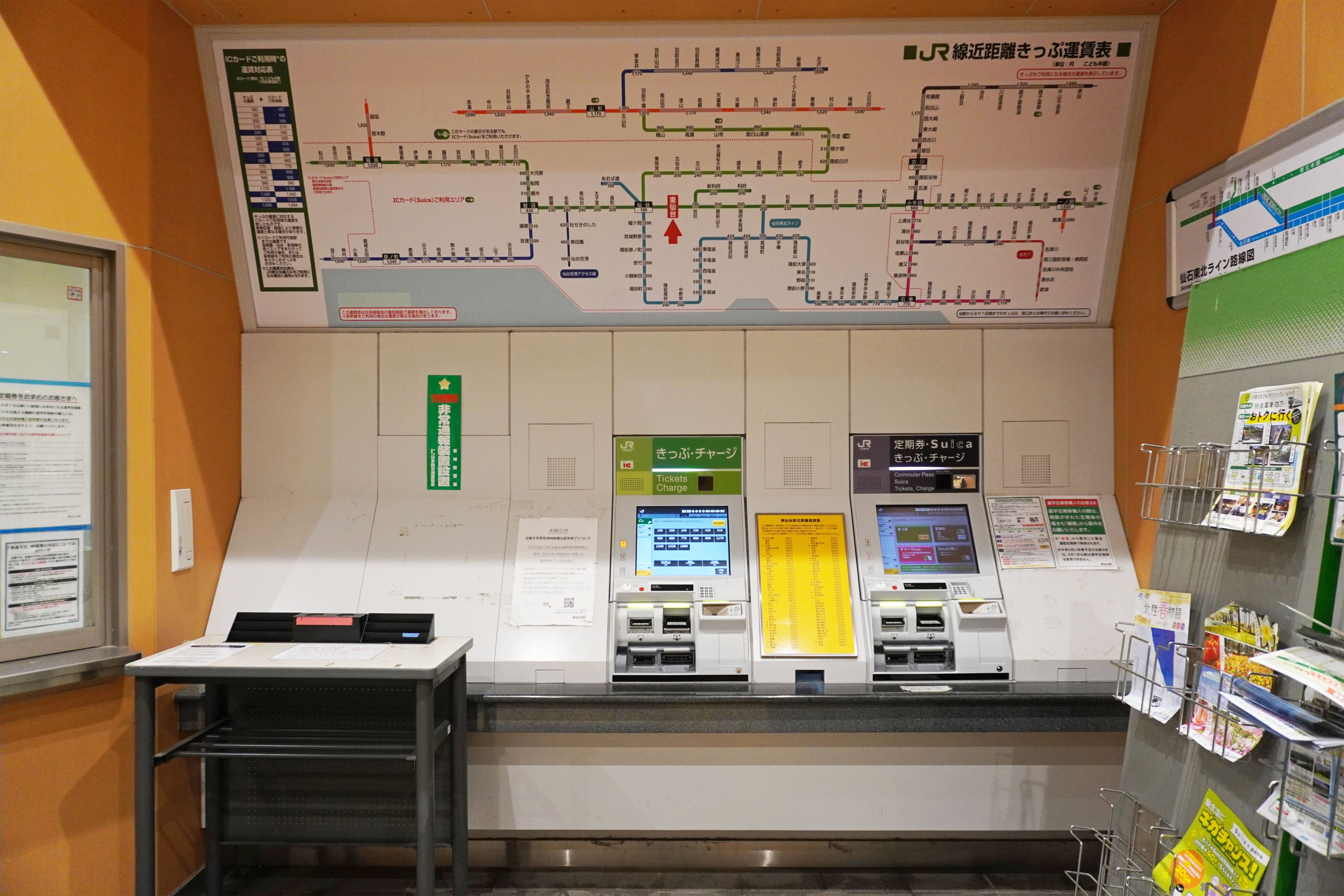
自動券売機（2023年5月）
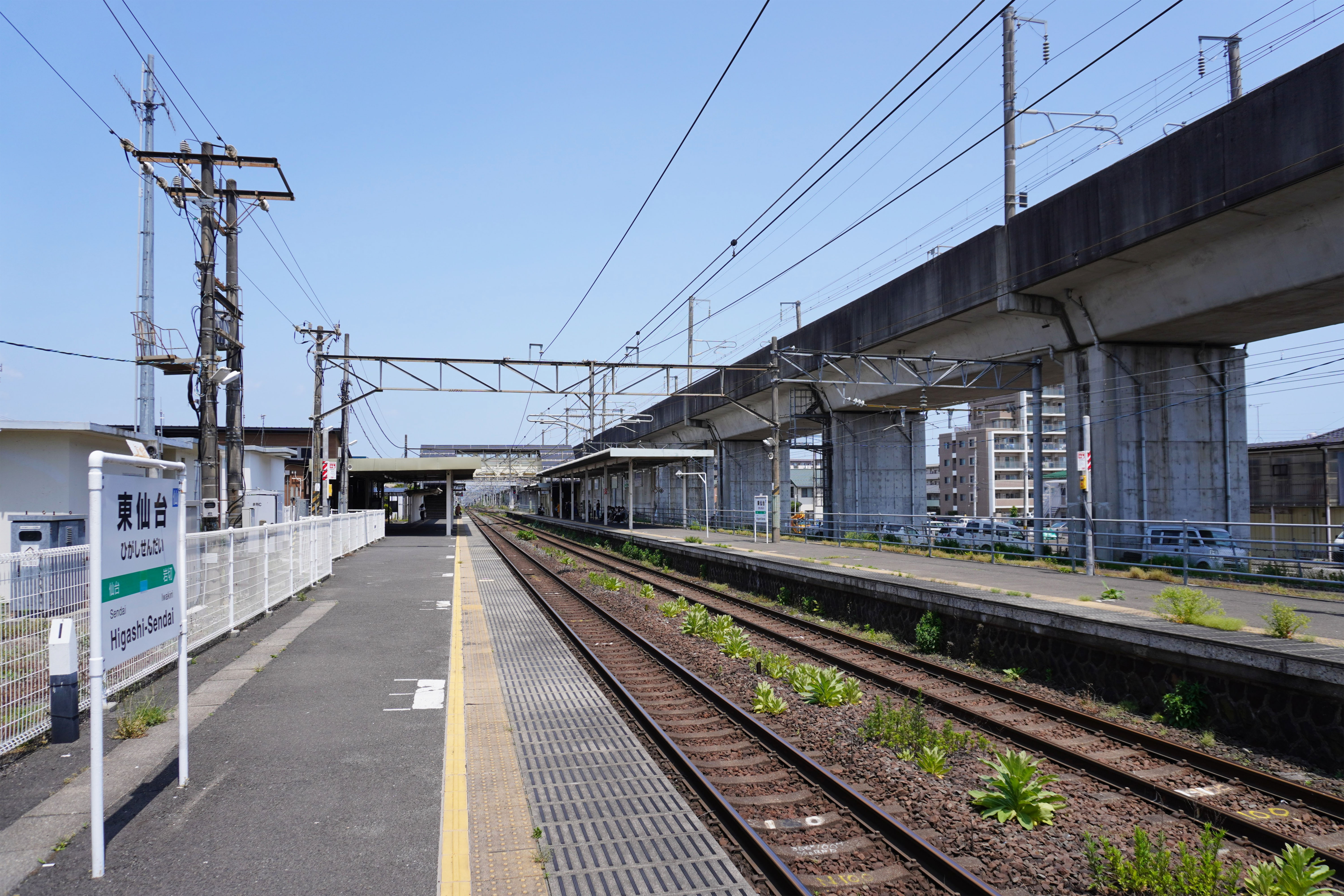
ホーム（2023年5月）

## 利用状況
JR東日本によると、2023年度（令和5年度）の1日平均乗車人員は3,421人である。
2000年度（平成12年度）以降の推移は以下のとおりである。
| 1日平均乗車人員推移 | 1日平均乗車人員推移 | 1日平均乗車人員推移 | 1日平均乗車人員推移 | 1日平均乗車人員推移 |
| 年度                | 定期外              | 定期                | 合計                | 出典                |
| ------------------- | ------------------- | ------------------- | ------------------- | ------------------- |
| 2000年（平成12年）  |                     |                     | 3,915               | [ 利用客数 2 ]      |
| 2001年（平成13年）  |                     |                     | 3,895               | [ 利用客数 3 ]      |
| 2002年（平成14年）  |                     |                     | 3,785               | [ 利用客数 4 ]      |
| 2003年（平成15年）  |                     |                     | 3,763               | [ 利用客数 5 ]      |
| 2004年（平成16年）  |                     |                     | 3,546               | [ 利用客数 6 ]      |
| 2005年（平成17年）  |                     |                     | 3,351               | [ 利用客数 7 ]      |
| 2006年（平成18年）  |                     |                     | 3,270               | [ 利用客数 8 ]      |
| 2007年（平成19年）  |                     |                     | 3,276               | [ 利用客数 9 ]      |
| 2008年（平成20年）  |                     |                     | 3,253               | [ 利用客数 10 ]     |
| 2009年（平成21年）  |                     |                     | 3,159               | [ 利用客数 11 ]     |
| 2010年（平成22年）  |                     |                     | 3,019               | [ 利用客数 12 ]     |
| 2011年（平成23年）  |                     |                     | 2,961               | [ 利用客数 13 ]     |
| 2012年（平成24年）  | 1,048               | 2,113               | 3,161               | [ 利用客数 14 ]     |
| 2013年（平成25年）  | 1,076               | 2,207               | 3,284               | [ 利用客数 15 ]     |
| 2014年（平成26年）  | 1,067               | 2,211               | 3,279               | [ 利用客数 16 ]     |
| 2015年（平成27年）  | 1,069               | 2,321               | 3,391               | [ 利用客数 17 ]     |
| 2016年（平成28年）  | 1,070               | 2,393               | 3,463               | [ 利用客数 18 ]     |
| 2017年（平成29年）  | 1,087               | 2,436               | 3,524               | [ 利用客数 19 ]     |
| 2018年（平成30年）  | 1,158               | 2,469               | 3,628               | [ 利用客数 20 ]     |
| 2019年（令和元年）  | 1,030               | 2,476               | 3,506               | [ 利用客数 21 ]     |
| 2020年（令和02年）  | 734                 | 2,172               | 2,906               | [ 利用客数 22 ]     |
| 2021年（令和03年）  | 800                 | 2,283               | 3,084               | [ 利用客数 23 ]     |
| 2022年（令和04年）  | 961                 | 2,328               | 3,289               | [ 利用客数 24 ]     |
| 2023年（令和05年）  | 1,039               | 2,381               | 3,421               | [ 利用客数 1 ]      |

一日平均乗車人員（単位：人/日）

## 駅周辺
駅の周辺には住宅、遊園地、マンションなどが広がる。線路を挟んで北側が東仙台地区、南側が新田地区である。仙台市内には東仙台駅の他に、「方角」と「仙台」を組み合わせた駅名を持つ駅として、北仙台、南仙台、西仙台ハイランド（廃駅）があるが、実際の地名となっているのは東仙台だけである。この東仙台と言う地名は、東仙台駅開業以前に命名されたものであった。元々は原町苦竹字屋敷前と称していたが、駅が開業する数年前に東仙台と町名変更された。駅名はその所在地に従ったとされている。駅のある位置は1980年（昭和55年）10月に住居表示実施に伴う町名変更で東仙台一丁目に変更されている。
- JR仙石線苦竹駅
- 仙台市立東仙台中学校
- 仙台市立東仙台小学校
- 仙台市立新田小学校
- 宮城県仙台第三高等学校
- 仙台東警察署東仙台交番
- 光ヶ丘スペルマン病院
- NHK原町ラジオ放送所（第1放送891kHz 20kw、第2放送1089kHz 10kw）
- 善応寺（燕沢碑（蒙古之碑）、横穴古墳群）
- 旧東北公済病院宮城野分院（旧 宮城野病院）（跡地）
- 東北農政局地域第一課（かつて東仙台駅から専用線が敷かれていた仙台政府倉庫があった）
- 日本貨物鉄道仙台総合鉄道部
- 利府街道
- 仙台東郵便局（ゆうちょ銀行仙台東店併設）
- 仙台燕沢郵便局
- 仙台新田郵便局
- イオンエクスプレス仙台新田店
- ツルハドラッグ仙台新田店

### バス路線
2024年（令和6年）4月現在、東仙台駅に直接乗り入れる乗合交通は、「のりあい・つばめ」のみとなっている。「のりあい・つばめ」は2回の試験運行を経て、2021年（令和3年）4月2日より本格運行が開始された。
当駅から北方に位置する宮城県道8号仙台松島線（利府街道）沿いには、仙台市営バスの燕沢住宅前、東仙台の各バス停がある。

## 隣の駅
東日本旅客鉄道（JR東日本）
■東北本線・■■仙石東北ライン
■特別快速・■快速（赤快速）
通過
■快速（緑快速）・■普通
仙台駅 - *小田原東丁駅 - 東仙台駅 - （東仙台信号場） - 岩切駅
*:打消線は廃駅（1944年〈昭和19年〉11月11日廃止）
東北本線貨物支線（宮城野貨物線）
仙台貨物ターミナル駅 - 東仙台駅

### 記事本文